# 天上り
天上り（あまのぼり、あまあがり）は、民間企業から官公庁へ出向すること。
「開かれた行政」をするために、広く民間の経験や知識を行政に反映させる官民交流の目的で実行されている。
しかし、民間企業からの官公庁への完全な転職ではなく、民間企業へ戻るヒモ付きの状態である。そのため、民間出身の職員が出身企業の利益のために、官公庁からの機密情報を持ってきて、公正な行政が歪められてしまうなどの問題も指摘されている。